# Ballon captif

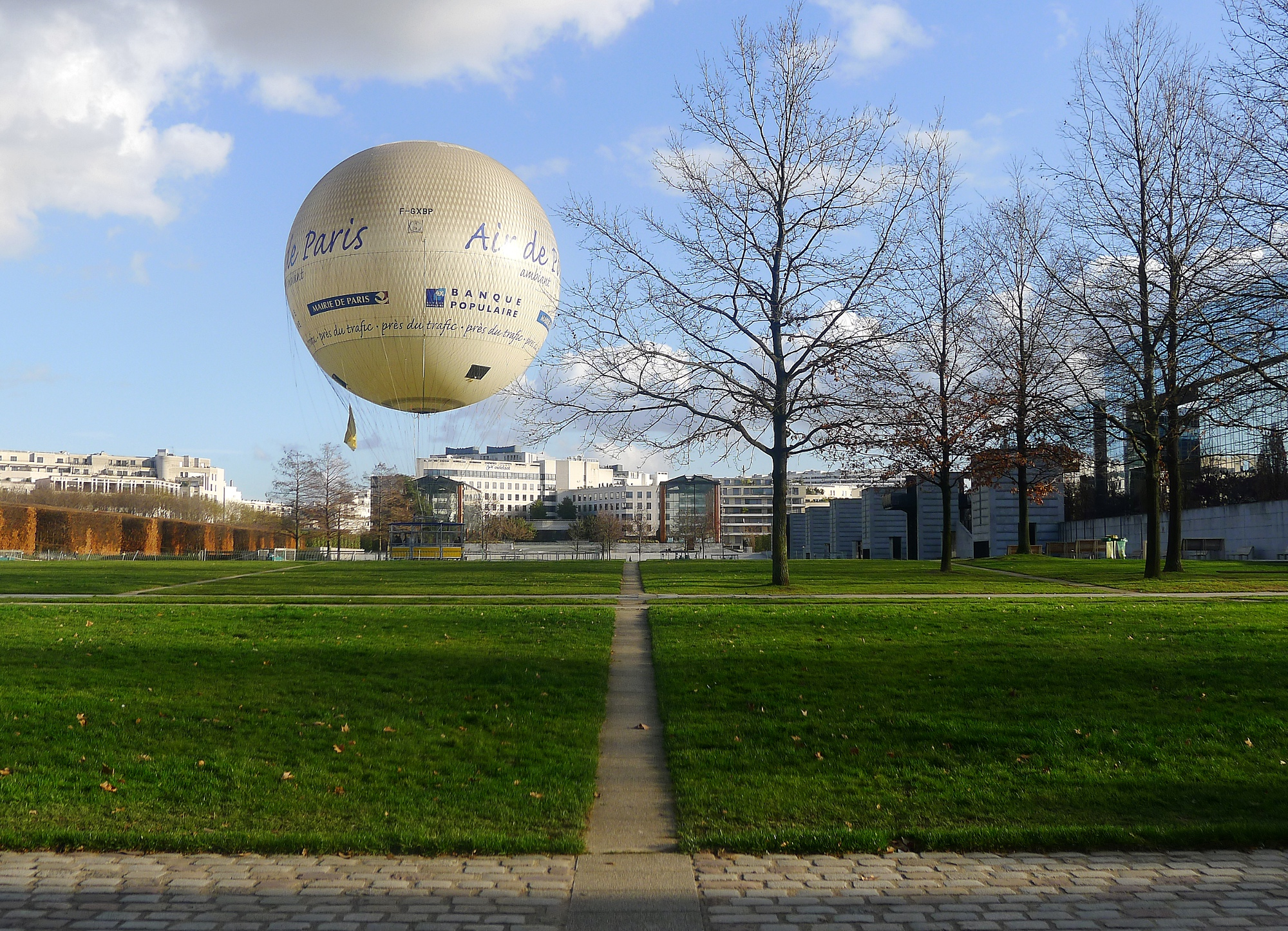
Le Ballon de Paris vu du Parc André-Citroën en 2012.

Un ballon captif est un aérostat de type ballon à gaz relié au sol par un câble enroulé sur une bobine de treuil située au sol ou sur un véhicule selon le type de ballon, et piloté par un aérostier.
Il existe trois types de ballon captif :
- les ballons fixes reliés à un treuil au sol ;
- les ballons mobile terrestre reliés à un treuil véhiculé (type ballon d'observation) ;
- les ballons mobile maritimes, ou le câble est relié à une structure flottante lui permettant de se déplacer sur la mer avec le vent comme énergie propulsive.

## Fonctionnement
La gestion de l'altitude est assurée par déroulement du câble alors que le ballon soulève la nacelle, les passagers ou la charge utile, à l'analogue d'un ascenseur.
Pour ramener le ballon au sol, il suffit de faire réenrouler le câble sur la bobine.
Pour des raisons de sécurité, il n'est pas exploité à partir d'une certaine vitesse du vent selon ses caractéristiques de forme, de volume et de construction. L'absence de rails de guidage amène quelques balancements longitudinaux en cas de vent.
Le ballon est équipé d'un système permettant à un aérostier de le piloter pour un atterrissage en sécurité en cas de rupture du câble.

## Histoire
La première utilisation d'un ballon d'observation par l'armée française remonte à la bataille de Fleurus (26 juin 1794). Ce ballon à hydrogène baptisé L’Entreprenant, avec à son bord le capitaine Coutelle de la compagnie d’aérostiers, va s’élever jusqu’à 300 mètres au-dessus de la bataille pour observer les mouvements des forces coalisées. Les informations sont alors transmises par une signalisation effectuée à l’aide de drapeaux. Cette apparition étrange aura un impact tactique limité, mais une forte influence psychologique sur les troupes autrichiennes qui se sentiront épiées durant toute la bataille. De leur côté, les troupes françaises verront ce ballon d’observation comme un signe encourageant de supériorité technologique sur l’ennemi.
Les ballons captifs sont utilisés de manière moins marginale à partir de la fin du XIXe siècle à des fins militaires.

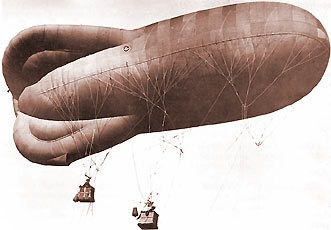
Ballon Caquot de 1916 (étudié par le Capitaine Caquot dès 1915). Sa forme lui valut l'appellation « Saucisse ».

Un décret du 19 mai 1886 organise les services de l'aérostation militaire et les place sous la direction de l'état-major général. Cependant, lors de la première guerre, l’aérostation captive était en 1914 le parent pauvre, toute l’activité étant alors consacrée aux dirigeables.
Portés par le capitaine Caquot en place au commandement de la compagnie d'aérostiers de Touls, les ballons captifs connurent un véritable essor de leur technologie. Finalement, ce ne sont pas moins de 4 200 ballons captifs qui auront été construits pendant la guerre de 14-18.
Le ballon captif a apporté une contribution essentielle à la réussite des opérations militaires. À priori, on pourrait penser que l'avion, en raison de sa mobilité et de sa possibilité de survoler les objectifs, offrait des conditions d'observation bien meilleures.
Or, c'est l'immobilité, d'ailleurs relative, des ballons captifs qui constituait leur principal atout en apportant :
- La continuité de l'observation ;
- La transmission immédiate et directe des renseignements au moyen de sa communication téléphonique avec le sol.

« Les ballons d’observation, sentinelles immobiles en plein ciel et rivés à leur chaîne, le câble d’acier les reliant à leur treuil de départ, étaient sans conteste les parents pauvres de la cinquième arme. L’injustice fut d’autant plus grande que les services qu’ils rendirent furent d’une valeur inestimable et que l’héroïsme des aérostiers allait de pair avec la bravoure des aviateurs. »

— J. Mortane - Sentinelles de l’air

## Expositions universelles
En 1867, Henri Giffard fait voler un ballon à gaz captif de 5 000 m3 dans le cadre de l'exposition universelle sur le Champ-de-Mars, à Paris.
À l'occasion de l'Exposition universelle de 1878, situé aux Tuileries, il fait de même avec un ballon dont le volume atteignait 25 000 m3 et qui pouvait transporter jusqu'à 40 à 50 passagers à une hauteur variant entre 400 et 600 mètres, amarré au sol par un câble relié à un moteur de 300 chevaux.
La nacelle de « l'ingénieux Henri » réalise une dizaine d’ascensions par jour et fait voler  35 000 personnes en deux mois, autant que depuis le début de l’aérostation soit en un siècle environ.
Parallèlement au ballon captif, la machine servant à produire le gaz permet de gonfler de nombreux ballons libres, permettant des ascensions variées, parfois par groupes (jusqu’à trois ballons simultanément).

## Ballon de la porte Maillot

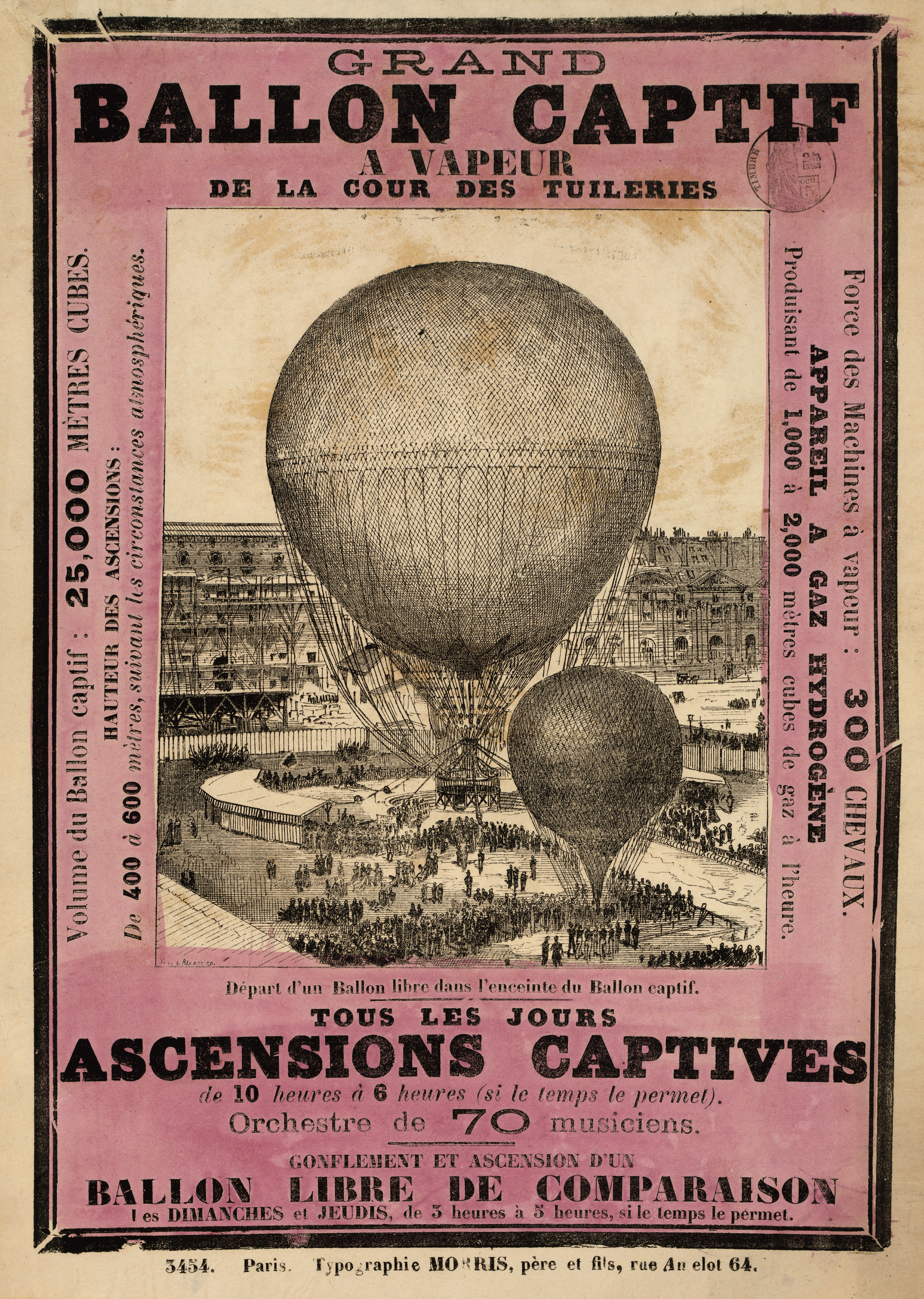
Affiche publicitaire du ballon captif à vapeur des Tuileries, probablement durant la période de l'exposition universelle de 1878.

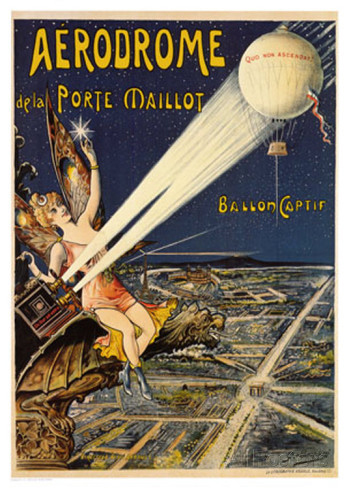
Affiche pour l'aérodrome de la porte Maillot vers 1890.

L'aérodrome de la porte Maillot fut établi dans les années 1890, juste au-delà l’enceinte militaire, devant la façade actuelle du Palais des Congrès au coin de la route de la Révolte et de l'avenue de la Grande-Armée.
Cet aérodrome comportait un ballon captif dont l'un fut l'aérostat Méditerranée construit par le comte Henry de La Vaulx, qui avait été recyclé en tant que ballon captif.
Une médaille Henry de la Vaulx est toujours décernée aujourd'hui par la Fédération aéronautique internationale dont il fut le fondateur puis directeur.
Cet aérostat eut un accident spectaculaire le dimanche 24 juillet 1904, avec neuf passagers à bord. Le câble ayant rompu sous la force du vent soufflant en tempête, ils sont montés à 4 000 mètres d’altitude, avant de redescendre bien vite, près de l'usine à gaz de la rue Pasteur à Clichy, sains et saufs.

## Ballons duXXIesiècle

### Parc André Citroën à Paris

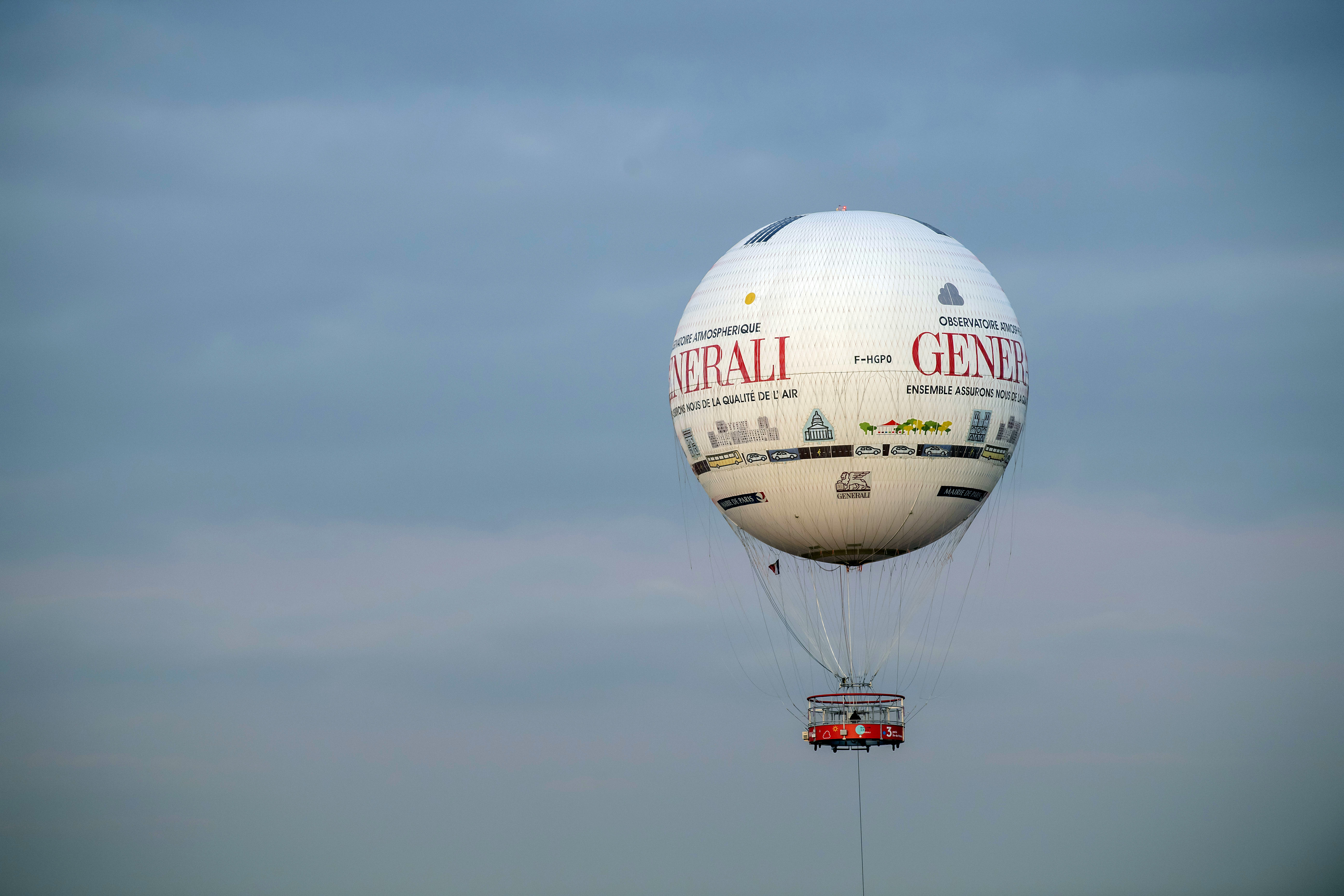
Le Ballon de Paris, au nom de Generali depuis 2018.

Le parc André-Citroën héberge un ballon captif créé en 1999 par Aerophile qui permet d'élever dans les airs jusqu'à 30 passagers en position debout dans une nacelle en couronne circulaire, et d'avoir ainsi une vue aérienne de Paris à la hauteur de 150 m. On peut également avoir une vue plongeante du centre de la nacelle.
Initialement sponsorisé par Fortis, puis Eutelsat, puis Air de Paris, le Ballon de Paris sert à partir de 2008 à renseigner les Parisiens sur la qualité de l'air, car il est illuminé selon le taux de pollution détecté.
Il est remplacé en 2013 par un ballon encore plus gros que le précédent, au nom de la compagnie d'assurances italienne Generali, pouvant en pratique et lors de quelques occasions, monter jusqu'à 300 m.

### Disneyland Paris
Baptisé PanoraMagique, ce ballon captif également créé par Aerophile, se situe au fond de Disney Village à Disneyland Paris, au-dessus du lac autour duquel se répartissent trois hôtels du complexe, plus précisément face au Disney's Hotel New York - The Art of Marvel.
Sa nacelle similaire à celle du parc André Citroën, accueille elle aussi de nombreux passagers, et monte à 100 m, donnant un panorama sur le parc d'attractions.
La vitesse de montée et descente du ballon est d'environ 1 m/s, soit 3,6 km/h (analogue à celle d'un ascenseur commun d'immeuble).

### Ballon dans une structure

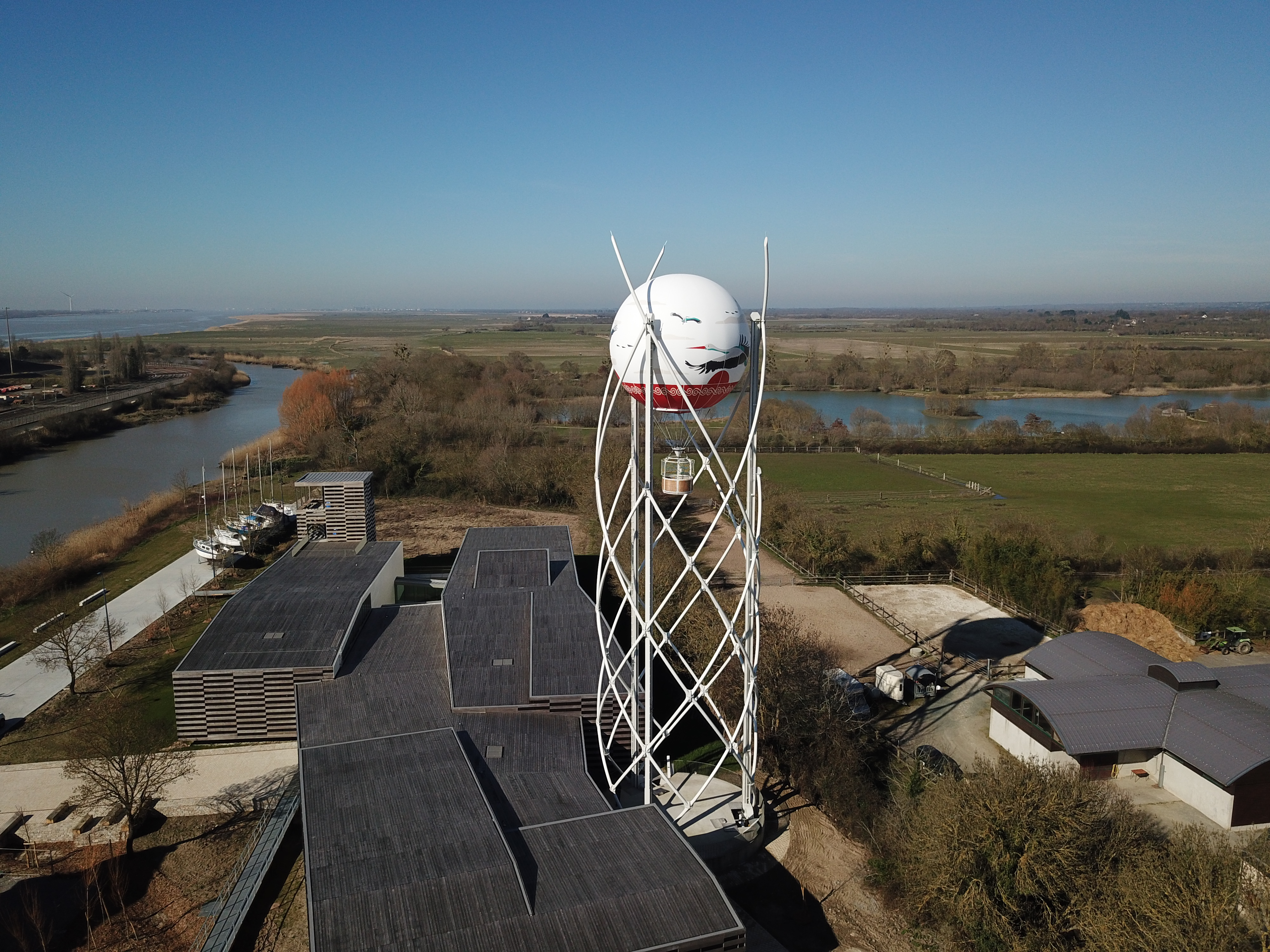
L'aerophare de Terre d'Estuaire.

Aerophile innove et invente l'aerophare : une structure métallique accueille la montée et la descente du ballon captif. Le premier est érigé en 2007 sur le parking d'Évry 2, un centre commercial situé dans l'Essonne.
En 2013, Aerophile lance également l'aerobar au Futuroscope de Poitiers, le premier bar aérien du monde. Fondé sur le même principe, les passagers sont cette fois assis et attachés au-dessus du vide. Ils peuvent boire un verre ou manger un morceau, à 35 mètres de haut.

### Ballon captif mobile maritime
Les voiliers des airs sont des ballons captifs mobiles évoluant uniquement sur le domaine maritime.

## Utilisation moderne

### Publicité

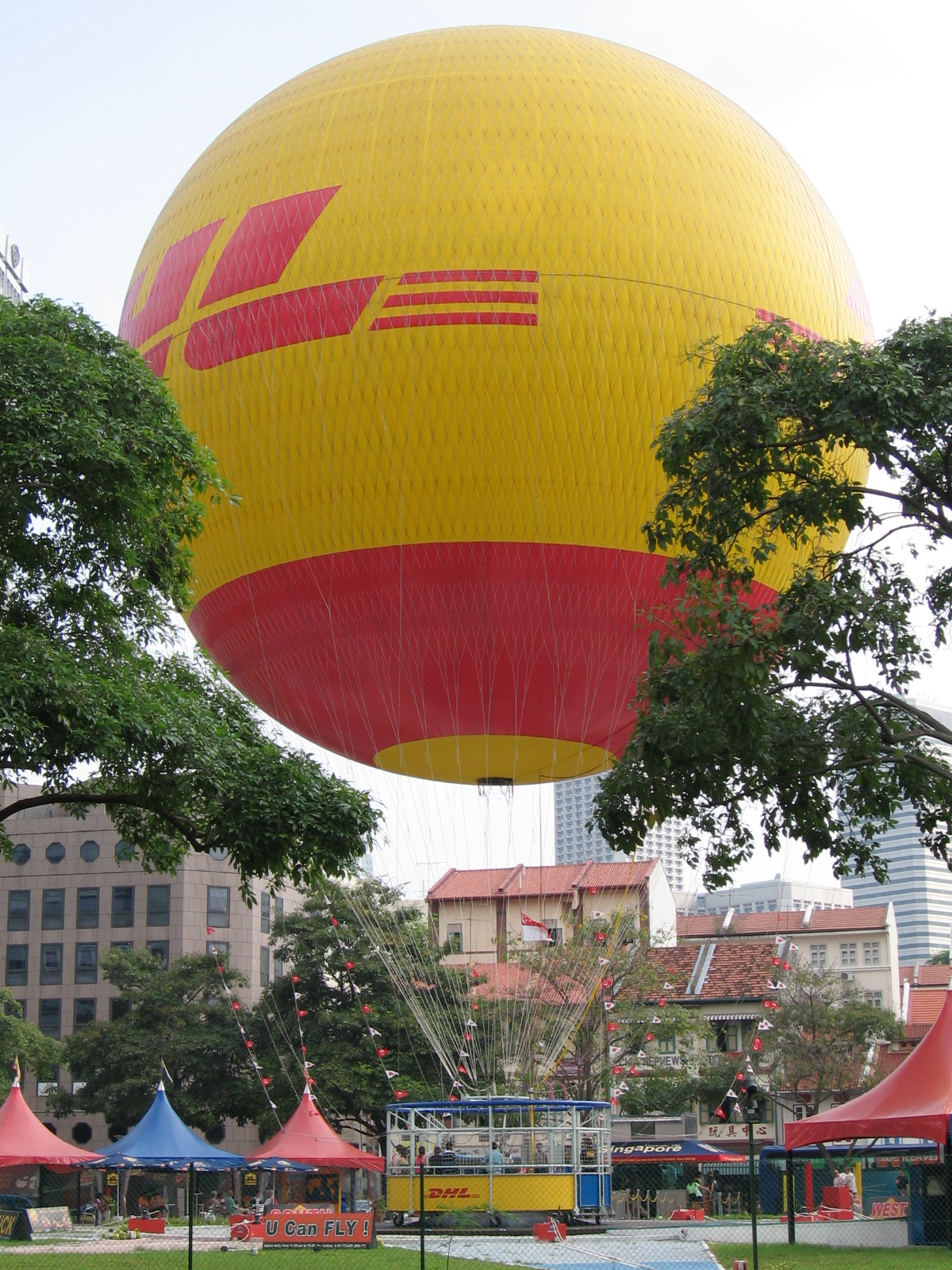
Ballon captif utilisé comme support publicitaire et transport de passagers.

Les ballons captifs sont souvent utilisés pour la publicité, soit par la levée d'enseignes publicitaires, soit par des annonces écrites directement dessus. Souvent, les deux méthodes sont combinées. Il n'est pas rare d'utiliser des ballons spécialement conçus pour ce type de mission. Les ballons en forme de balles sont particulièrement populaires comme vecteur de publicité. En suspendant une source de lumière dans l'enveloppe, le ballon peut aussi être illuminé la nuit, attirant d'autant plus l'attention sur son message.

### Photographie aérienne

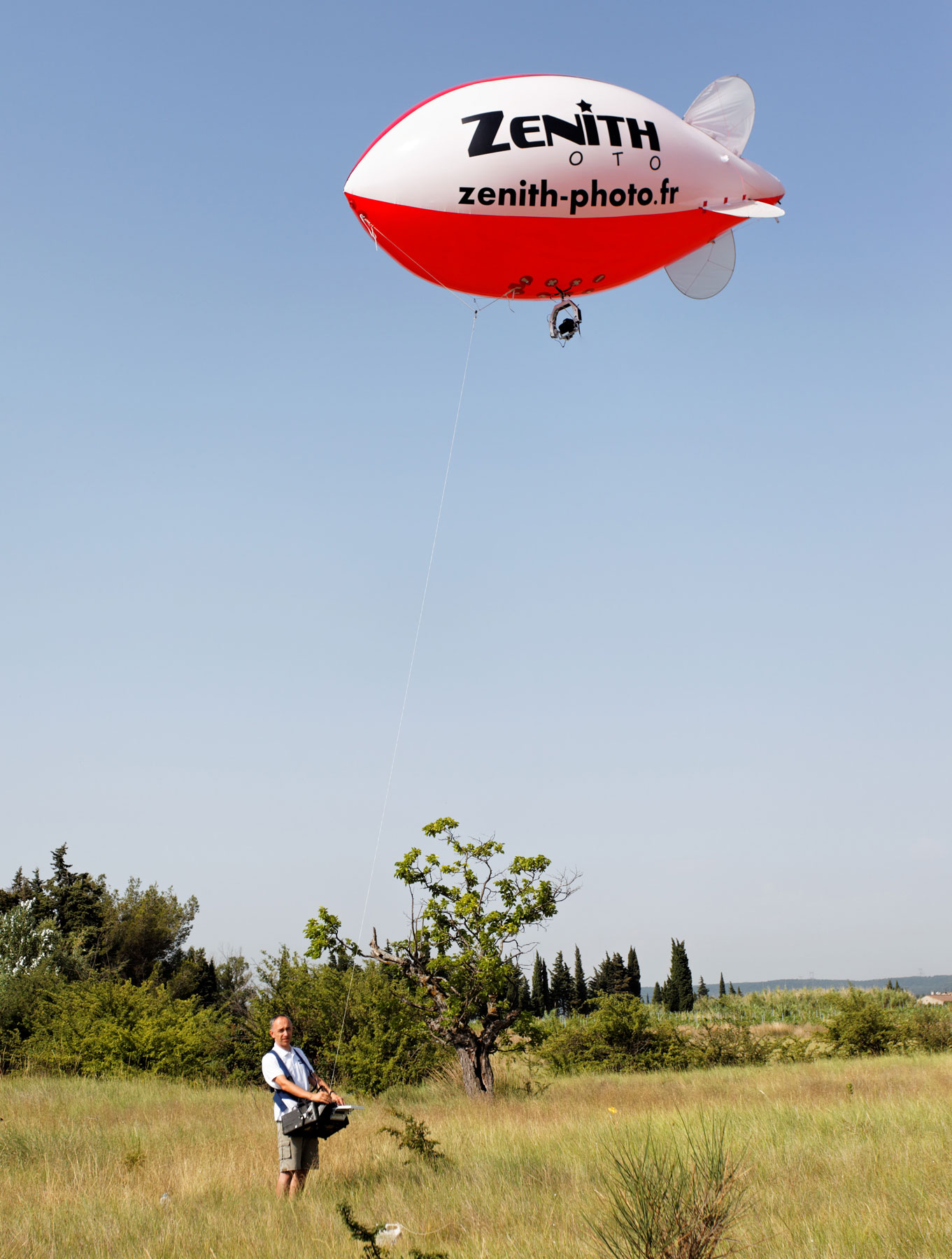
Ballon captif hélium utilisé pour la prises de vues aérienne par un photographe aérostier au sol.

En France, comme dans plusieurs pays d’Europe, le ballon captif (hélium) est encore utilisé de nos jours pour la prise de vues aériennes. 
En 2010, Il existait environ 50 à 60 sociétés de photographie aérienne en France regroupées pour la plupart au sein de l'UFPA (Union Française des Photographes Aérostiers). En 2022, il en reste environ une dizaine encore active qui utilisent le ballon, souvent en complément du drone.

### Aviation Civile
Outre les ballons pouvant emporter des passagers afin de leur offrir une vue aérienne, les ballons captifs ont également une véritable vocation scientifique.
Le United States Geological Survey utilise des ballons captifs pour transporter de l'équipement aux endroits où les avions conventionnels ne peuvent pas aller, comme au-dessus d'un volcan en éruption. Les ballons captifs sont idéaux car ils peuvent facilement rester au même endroit, sont moins susceptibles d'être endommagés par les cendres volcaniques, et sont moins coûteux à opérer que d'un hélicoptère.
Les ballons captifs peuvent aussi être utilisés comme émetteurs temporaires, à la place d'un mât radio, soit en utilisant l'attache qui tient le ballon comme antenne, soit en transportant des antennes sur le ballon alimenté par une fibre optique ou un câble radiofréquence contenu à l'intérieur de l'attache. L'avantage des ballons captifs réside dans le fait que les hauteurs d'antenne sont facilement atteignables et ils peuvent sans problème rester en altitude pendant plusieurs mois.

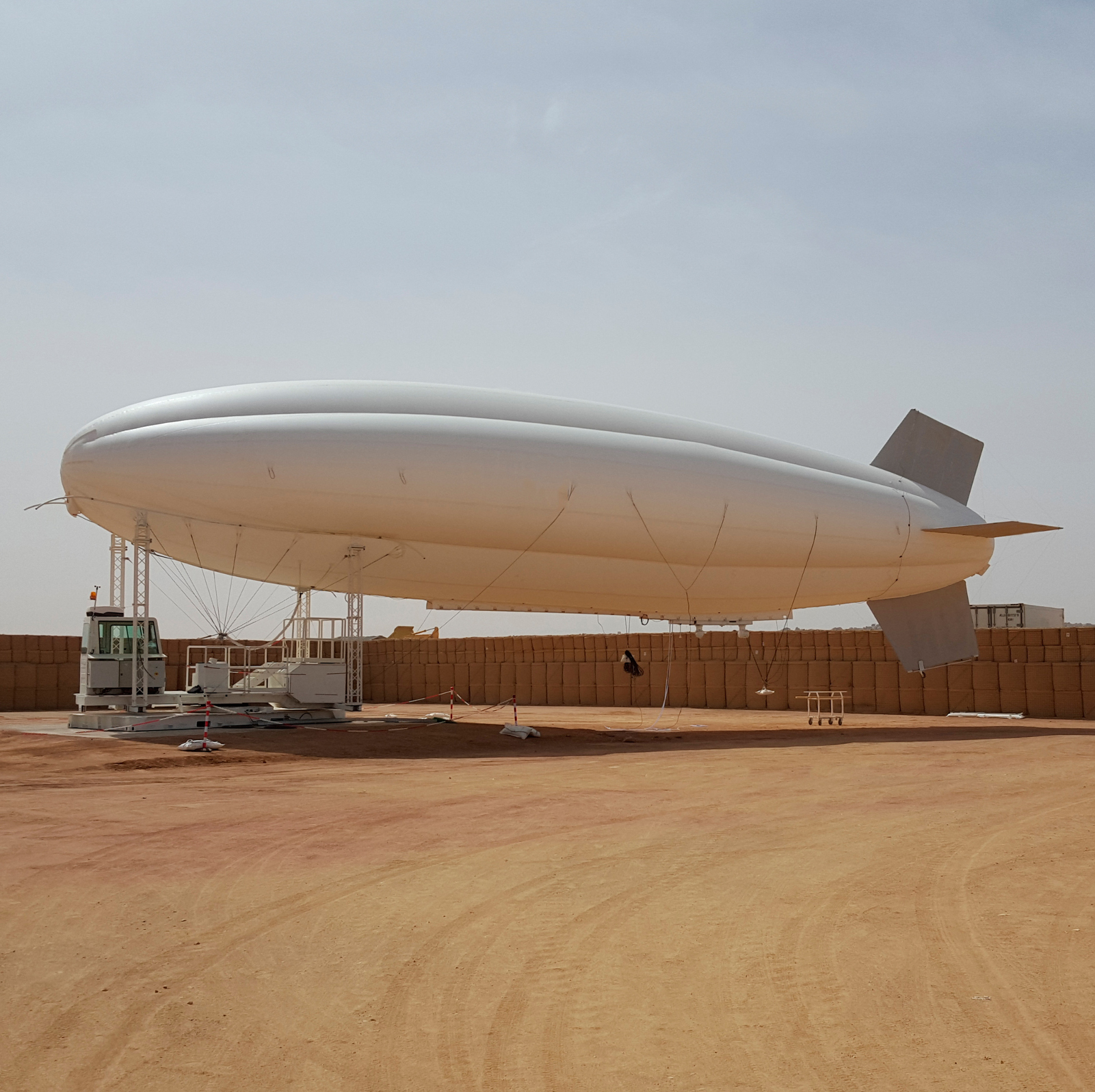
Surveillance de camp militaire.

### Aviation militaire
Les ballons captifs ont été remis au goût du jour par l'armée américaine lors de l'invasion du Koweït en 1990. Ce sont eux qui ont détecté les premiers l'avancée terrestre irakienne grâce aux radars embarqués. Par la suite, ils furent également utilisés lors de l'occupation américaine en Irak en 2004.
Un ballon captif embarque selon sa taille plusieurs kilos de matériel électronique de surveillance : caméras, radars, et autres moyens de guerre comme des intercepteurs de communications. Il peut ainsi surveiller des frontières, des zones forestières, des complexes industriels importants, des sites pétroliers, des camps militaires... Suivant le modèle, l'aérostat peut atteindre jusqu'à mille mètres d'altitude et repérer un véhicule à 40 kilomètres ou un individu à 25 kilomètres.

### Missions de surveillance

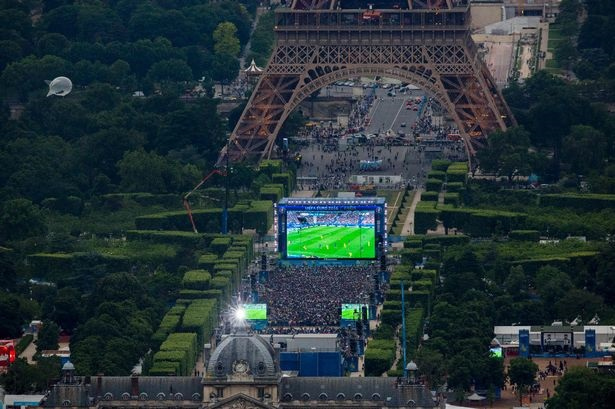
Surveillance de la Fan Zone lors de l'Euro 2016 à Paris.

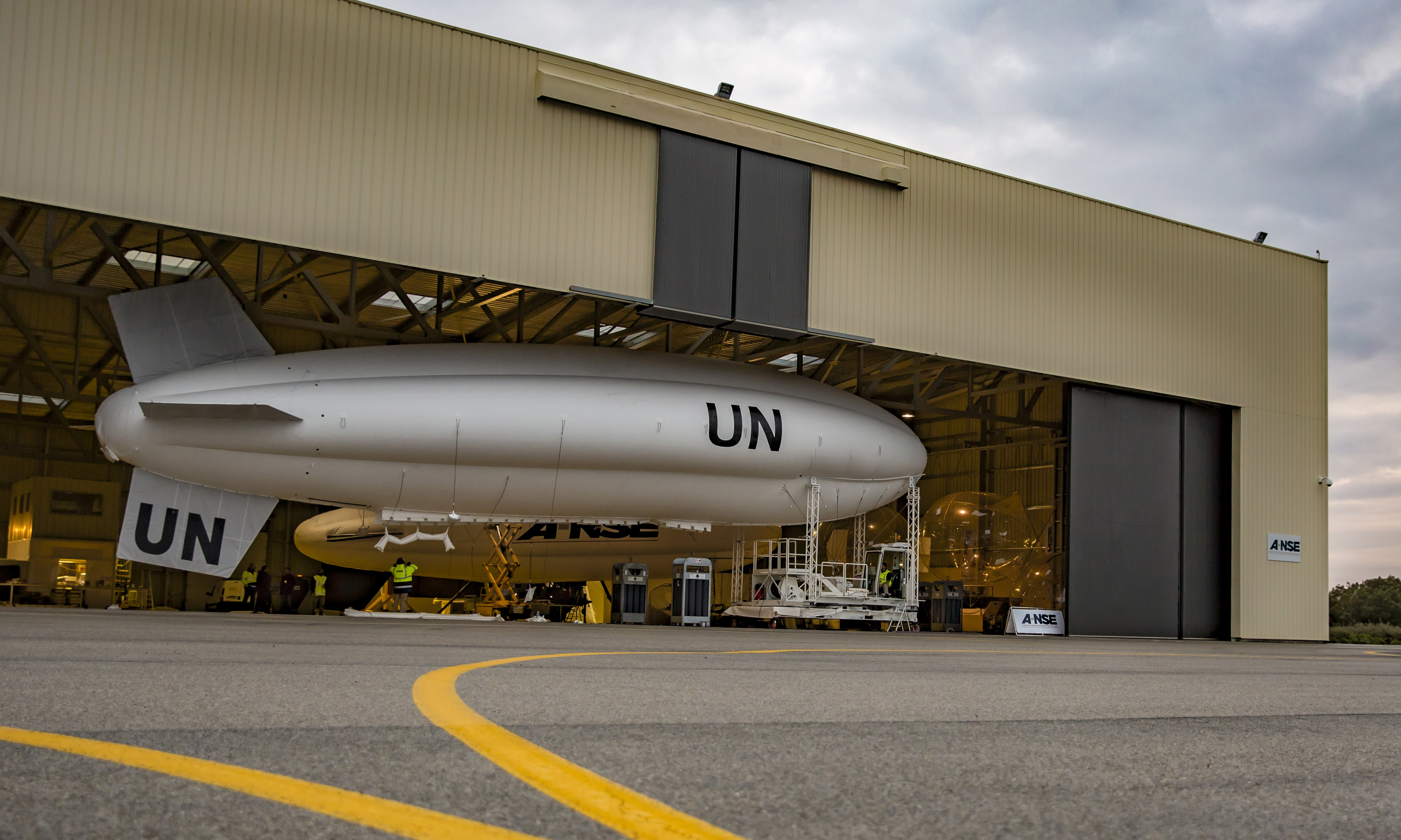
Ballon de type T-C350 opéré par la société française A-NSE sur l'aéroport du Castellet (Var).

Considéré comme l'un des moyens les moins chers pour effectuer la surveillance de grands sites, les ballons captifs s'opèrent facilement pour la sécurisation de zones sensibles.
Les Nations-Unies en ont déployé dans le Sahel, la délégation générale de l'armement en déploie pour la surveillance de ses bases aériennes et la surveillance maritime. Lors de l'Euro 2016 en France, la fan zone du Champ de Mars à Paris était survolée en permanence par un ballon captif déployé par la société française A-NSE.

### Syderec
Le Syderec, système dernier recours, est une application de ballon captif pour le déploiement d'une antenne très basse fréquence pour communiquer avec les sous-marins. Le Syderec NG est le successeur pour assurer la transmission stratégique et la modernisation des forces nucléaires océaniques.

## Reconnaissance actuelle
L'engouement pour les ballons captifs les place aujourd'hui comme des acteurs incontournables du secteur aéronautique.

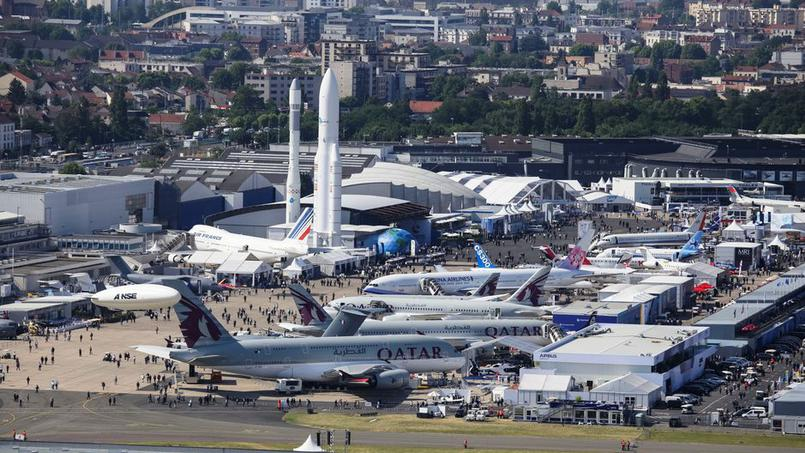
Ballon captif A-NSE en vol lors du Salon International de l'Aéronautique au Bourget, 2017.

Le Salon international de l'aéronautique et de l'espace qui se déroule tous les deux ans sur l'aéroport du Bourget près de Paris et reconnu comme la référence mondiale dans le domaine, accueille de nombreux exposants dont un constructeur de ballons captifs.
Les démonstrations aériennes organisées sur le salon offrent une forte reconnaissance lors des vols effectués devant un public de professionnels et de passionnés. Ceci permet la reconnaissance moderne du ballon captif non pas comme un « produit » qui doit faire ses preuves mais comme un équipement qui ne demande qu'à poursuivre son ascension technologique.
Le pôle de compétitivité SAFE labelisa le premier programme de ballons captif en 2010, Horus plateforme aérostatique multi-missions colabélisée avec le Pôle mer Paca.

## Liste de constructeurs
- Aerophile SA
- A-NSE (Aero-Nautic Services & Engineering)
- Altave
- Airstar Aerospace
- Lindstrand Technologies
- Lockheed Martin
- Raven Aerostar
- RosAeroSystems
- TCOM
- Stephane Rousson
- CNIM Air Space